# Nelly Garzón Alarcón
Nelly Garzón Alarcón (8 marzo 1932 – 17 aprile 2019) è stata un'infermiera e docente colombiana, la prima infermiera latinoamericana eletta presidente del Consiglio Internazionale degli Infermieri (ICN), una delle donne colombiane con maggiore rilevanza nell'ambito scienza a livello internazionale in quel periodo..

## Biografia
Garzón nacque l'8 marzo 1932, nel comune di La Mesa, nel Cundinamarca. Si iscrisse all'Università Nazionale della Colombia, dove conseguì una laurea in infermieristica generale nel 1958. In seguito conseguì un master in infermieristica presso la Università Cattolica d'America a Washington

## Carriera
Venne eletta e assunse la presidenza dell'ICN durante il 18º Congresso nel 1985 a Tel Aviv, in Israele, la prima presidente sudamericana. Nel 1988 ricevette la Medaglia Salute per Tutti da parte dell'Organizzazione mondiale della sanità (OMS), per la sua leadership nell'ICN e per il contributo dell'ICN al movimento globale nel raggiungere gli obiettivi dell'OMS per l'anno 2000 attraverso l'assistenza sanitaria di base (PHC); era la prima volta che l'OMS assegnava una medaglia di questo tipo ad un'infermiera. Fu anche la prima donna presidente del Tribunal Nacional Ético de Enfermería (Corte etica nazionale degli infermieri), dal 1997 al 2006. Negli ultimi anni, fino al 2006, insegnò infermieristica in programmi post laurea presso l'Università Nazionale della Colombia, università che le conferì il Dottorato Honoris Causa nel 2011. Guidò la regolamentazione legale degli infermieri in Colombia, compresa l'istituzione della "Legge 266 del 1996" e la Legge sull'etica infermieristica, "Legge 911, 2006".
Fu fondatrice e una dei dirigenti dell'Upsilon Nu Chapter, Sigma Theta Tau International, Nursing Honor Society (STTI) presso l'Università Nazionale della Colombia nel 2007. Coordinatrice Regionale STTI per l'America Latina ei Caraibi dal 2011 al 2013, nel 2015 ricevette il Nell J. Watts Life Time Achievement Nursing Award conferitole dall'organizzazione Sigma Global Nursing Excellence.
Garzón Alarcón è morta a Bogotá, il 17 aprile 2019, all'età di 87 anni.

## Premi e riconoscimenti
- Membro dell'American Nursing Honor Society, Society Sigma Theta Tau, Kappa Chapter.
- Infermiera dell'anno, Associazione Nazionale Infermieri della Colombia. ANEC - 1970
- Medaglia al merito universitario, Università Nazionale della Colombia - 1986
- Decorazione Jorge Bejarano, Ministero della Salute - Agosto 1985
- Medaglia Salute per tutti, Organizzazione Mondiale della Sanità - marzo 1988
- Fellow, Nightingale Society - 1988
- Premio Eccellenza Accademica, Area Sanitaria dell'Associazione Alumni Adexun, Università Nazionale della Colombia - 1990